# Moi Parra
Moisés Parra Gutiérrez (Huelva, 24 de junio de 2002) es un futbolista español que juega como extremo izquierdo en el C. D. Coria de la Segunda Federación. 

## Trayectoria
Nacido en Huelva, debuta a nivel sénior en 2019 con La Palma CF en División de Honor. En 2020 firma por el Recreativo de Huelva para jugar en su primer equipo juvenil.
En 2021 ficha por el Extremadura UD para jugar en su filial en la Tercera Federación. Sin embargo, el 26 de enero de 2022 y tras disputar unos pocos encuentros con el primer equipo, abandona el club debido a los problemas económicos que acabarían con la desaparición del equipo. Es así como poco después, el 5 de febrero, se oficializa su incorporación por el Getafe CF para jugar también en su filial.
Moi logra debutar con el primer equipo getafense el 15 de agosto de 2022 al entrar como suplente en los minutos finales de una derrota por 3-0 frente al Atlético de Madrid en Primera División.
Tras dos años en el filial del Getafe, en febrero de 2024 se marcha a la R. B. Linense de la Segunda Federación, donde juega hasta final de temporada.
De cara a la temporada 2024-25, firma por el C. D. Coria de la Segunda Federación.

## Clubes
Actualizado al último partido disputado el 10 de noviembre de 2024.
| Club               | País   | Año       | Partidos | Goles |
| ------------------ | ------ | --------- | -------- | ----- |
| La Palma CF        | España | 2019-2020 | 8        | 1     |
| Atlético Onubense  | España | 2020-2021 | 1        | 0     |
| Extremadura UD "B" | España | 2021-2022 | 13       | 0     |
| Extremadura UD     | España | 2022      | 4        | 0     |
| Getafe CF "B"      | España | 2022-2024 | 60       | 6     |
| Getafe CF          | España | 2022-2024 | 1        | 0     |
| R. B. Linense      | España | 2024      | 5        | 0     |
| C. D. Coria        | España | 2024-act. | 11       | 1     |